# Vanov
Vanov település Csehországban, a Jihlavai járásban. Vanov Hostětice, Řásná, Lhotka, Vanůvek, Telč és Volevčice településekkel határos. Lakosainak száma 84 fő (2024. január 1.).

## Népesség
A település lakosságának változását az alábbi diagram mutatja:
| Lakosok száma | 212  | 253  | 222  | 148  | 130  | 90   | 91   | 90   | 85   | 84   |
|               | 1869 | 1890 | 1921 | 1950 | 1980 | 2001 | 2017 | 2019 | 2022 | 2024 |